# タイムスリップシリーズ
『タイムスリップシリーズ』は、鯨統一郎のSF小説シリーズ。およびこれを原作・原案としたラジオドラマ。
タイムスリップを題材とした歴史SF小説。主人公である高校生の麓うららが過去の日本にタイムスリップする、もしくは実在の人物が現代の日本にタイムスリップする物語。

## 書誌情報
講談社ノベルス刊。
- タイムスリップ森鴎外 発売日:2002年3月5日、ISBN 4-06-182236-5
- タイムスリップ明治維新 発売日:2003年7月5日、ISBN 4-06-182326-4
- タイムスリップ釈迦如来 発売日:2005年3月5日、ISBN 4-06-182417-1
- タイムスリップ水戸黄門 発売日:2006年11月7日、ISBN 4-06-182510-0
- タイムスリップ戦国時代 発売日:2008年11月6日、ISBN 978-4-06-182624-3
- タイムスリップ忠臣蔵 発売日:2009年11月5日、ISBN 978-4-06-182685-4
- タイムスリップ紫式部 発売日:2010年11月2日、ISBN 978-4-06-182750-9
- タイムスリップ聖徳太子 発売日:2011年11月8日、ISBN 978-4-06-182810-0

## ラジオドラマ
NHK-FMで2004年より年始めに放送されているラジオドラマ。1月上旬に「青春アドベンチャー」枠で、毎週月曜 - 金曜の22:45 - 23:00に放送。各回15分の放送で、全10話完結。青春アドベンチャーの恒例人気シリーズとして継続的に放送されており、NHK総合テレビで放送される「大河ドラマ」の宣伝・姉妹番組にあたる。
2011年現在、「タイムスリップ大坂の陣」までの全てのエピソードがNHKオンデマンドより有料配信されている。
原作に沿った作品は2004年放送の「タイムスリップ明治維新」のみであり、後のシリーズ（タイムスリップ源平合戦以降）はオリジナル作品である。番組内容は脚本家によって決定される。鯨統一郎は「タイムスリップ明治維新」のみ「原作」となっており、それ以降は「原案」となっている。
オリジナルキャラクターとして、剣士剣崎薔薇之介、25世紀から来たタイムトラベル捜査官石松などが登場する。

### 出演者

#### 全シリーズ出演
- 麓うらら（声：田村ゆかり）
- 剣崎薔薇之介（声：織田優成）
- 石松（声：浜中博史）
- 語り（声：佐々木睦）

#### タイムスリップ明治維新(2004年)出演
- 岩下浩
- 鶴田忍
- 有川博　ほか [3]

#### タイムスリップ源平合戦(2005年)出演
- 鈴木一功
- 今井朋彦
- 服部博行
- 水島涼太　ほか [4]

#### タイムスリップ戦国時代(2006年)出演
- 立川三貴
- 秋元紀子
- 中山龍太朗　ほか [5]

#### タイムスリップ川中島(2007年)出演
- 磯部勉
- 村澤寿彦
- 多田野曜平
- 小杉幸彦
- 小高三良
- 塩屋浩三
- 江川央生　ほか [6]

#### タイムスリップ大坂の陣(2011年)出演
- 藤木孝
- 谷川俊
- 渋谷はるか
- 田中英樹
- 沢りつお
- 大竹周作　ほか [7]

### 備考
- 2008年から3年間は新作が製作されず、代わりに以下のようにそれぞれの再放送を流した。
  - 2008年1月…タイムスリップ明治維新およびタイムスリップ源平合戦の再放送
  - 2009年1月…タイムスリップ戦国時代の再放送
  - 2010年1月…タイムスリップ川中島の再放送
- 毎回最終回終盤で、薔薇之介が「うらら、今度は○○に行（逢）ってみないか？（○○には時代や場所・人物名が入る）」と翌年の告知を行っている。ただし、2007年放送のタイムスリップ川中島、2011年放送タイムスリップ大坂の陣で告知は行われていない。（川中島では、薔薇之介が命を亡くしているため、大坂の陣では、そもそもうららがタイムスリップしていないことになったため）